# Żuriatino
Żuriatino (ros. Журятино) – wieś (ros. деревня, trb. dieriewnia) w zachodniej Rosji, w sielsowiecie bierieznikowskim rejonu rylskiego w obwodzie kurskim.

## Geografia
Miejscowość położona jest 6 km od centrum administracyjnego sielsowietu bierieznikowskiego (Bieriezniki), 7 km od centrum administracyjnego rejonu (Rylsk), 104 km od Kurska.

## Demografia
W 2010 r. miejscowość zamieszkiwały 22 osoby.